# Menora Mivtachim Arena
Menora Mivtachim Arena (numită astfel din 2015, după compania de asigurări care o sponsorisează, înainte numindu-se „Arena Nokia”) (ebraică היכל מנורה מבטחים), cunoscuta ca Palatul Sporturilor Yad ELiyahu, este o mare arenă sportivă cu scop multifuncțional situată în sudul orașului Tel Aviv, Israel. Este una dintre cele mai importante facilități de sport din Zona metropolitană Tel Aviv.
Arena este locul unde își dispută meciurile de pe teren propriu echipa de baschet Maccabi Tel Aviv, membră a clubului sportiv Maccabi Tel Aviv. Arena a găzduit Final 4 a Superligii israeliene de baschet, Final 4 al Cupei Statului și majoritatea meciurilor de acasă ale echipei naționale israeliene de baschet. De asemenea, aceasta a găzduit Final Four al Cupei Campionilor Europeni la Baschet din 1994 și Final Four al Euroligii din 2004. În alte sporturi, arena a găzduit în 1989 un meci de Cupă Davis din Grupa Mondială, dintre Israel și Franța, și sferturile de Cupă Davis dintre Israel și Rusia în iulie 2009.
Arena este deținută de municipalitatea Tel Aviv, și este gestionată de Sports Palaces Ltd., o companie de asemenea, deținută integral de municipalitate (care administrează și Stadionul Bloomfield). La 1 ianuarie 2015, arena și-a schimbat numele din „Nokia” în „Menora Mivtachim” (ebraică היכל מנורה מבטחים).

## Istorie
Arena a fost inaugurată la 17 septembrie 1963 cu un meci între echipele naționale de baschet din Israel și Iugoslavia, acesta din urmă a câștigând cu 69-64. 
În primii săi ani, arena a avut loc o capacitate de 5.000 de spectatori, cu gradene doar din beton, fără scaune și fără un acoperiș. În 1972, a fost construit un al doilea etaj, mărindu-se capacitatea la 10.000 de spectatori. Gradenele din beton au fost acoperite cu scaune și arenei i s-a adăugat un acoperiș. Renovări ulterioare din anii 2006-2008 au dus la modernizarea arenei, adăugându-se facilități comerciale, precum și creșterea capacității la 10.383 de locuri. Arena a găzduit FIBA European All Star Game în 1997, finala Cupei Campionilor Europeni FIBA din 1972 și Final Four-ul Euroligii în 1994 și 2004.

## Divertisment
Arena a găzduit mai multe concerte ale unor formații sau cântăreți, cum ar fi Teen Angels, Lali Espósito, Scorpions, Paul Anka, Rod Stewart, Oasis, Cyndi Lauper, LMFAO, Westlife, Filip Kirkorov, Natalia Oreiro, Alicia Keys, Charles Aznavour, Paul Anka, Sean Paul, Julio și Enrique Iglesias.
Turneu internațional Mamma Mia! a avut 24 de spectacole la această arenă. La 19 și 20 decembrie 2015 l-a găzduit pe actorul de comedie Jerry Seinfeld, în primul său spectacol live în Israel. Toate cele patru spectacole pe care le-a avut au fost cu casa închisă.

## Galerie

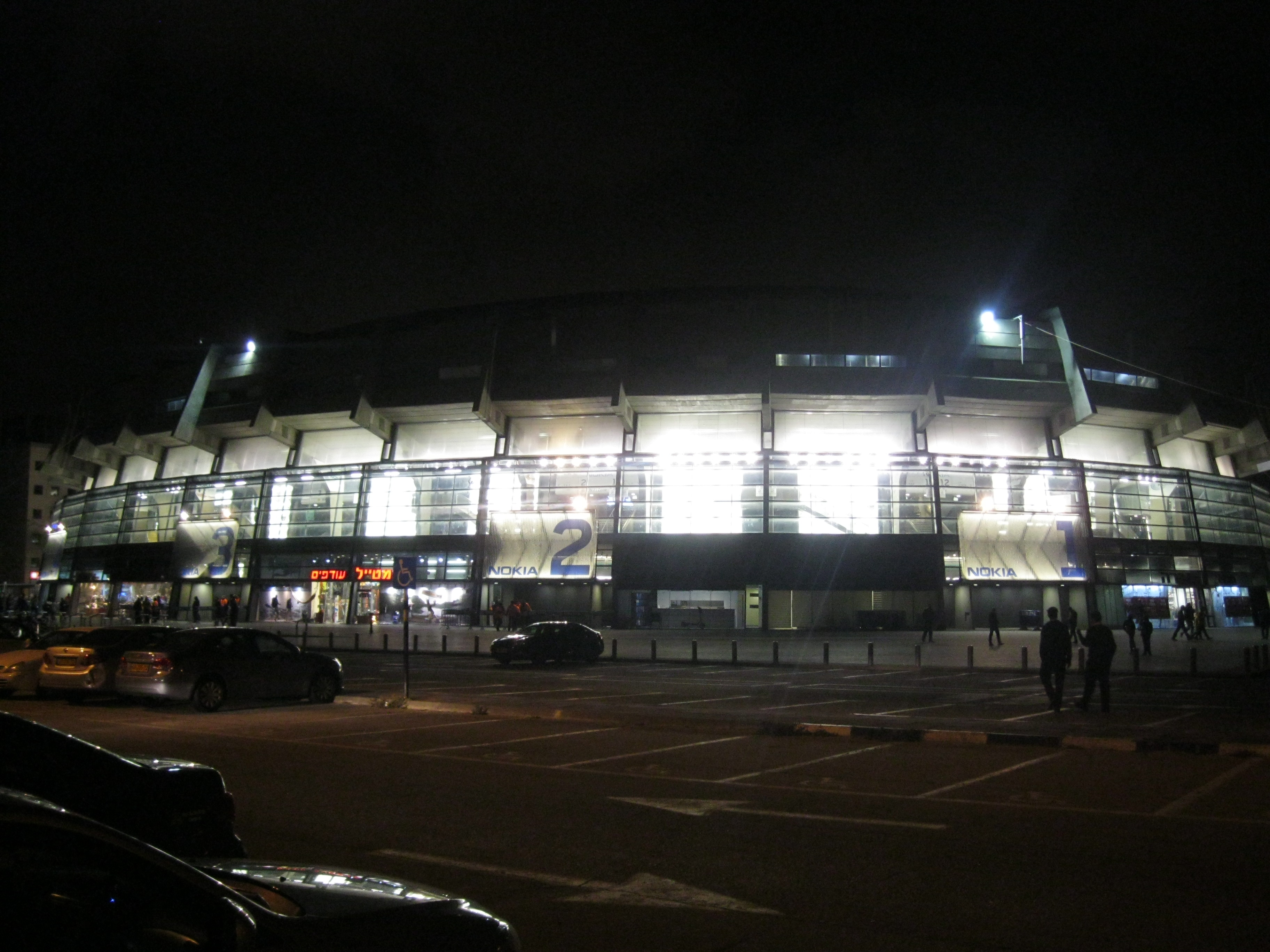
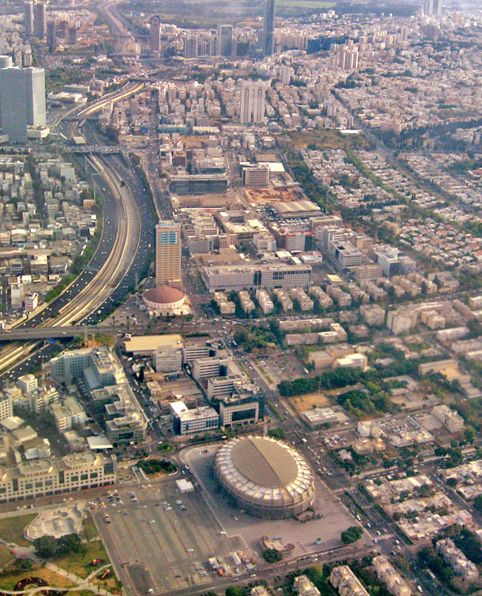
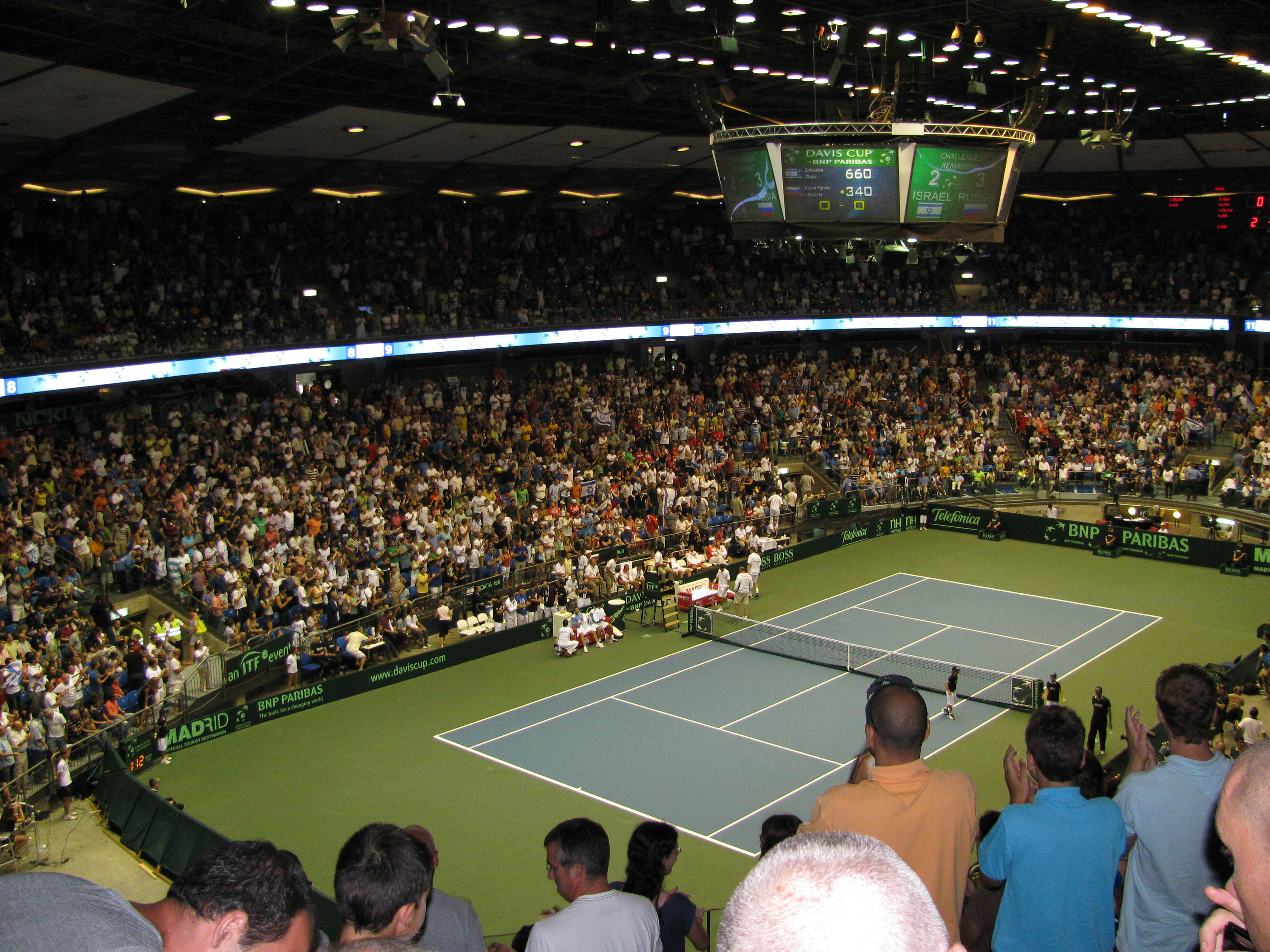
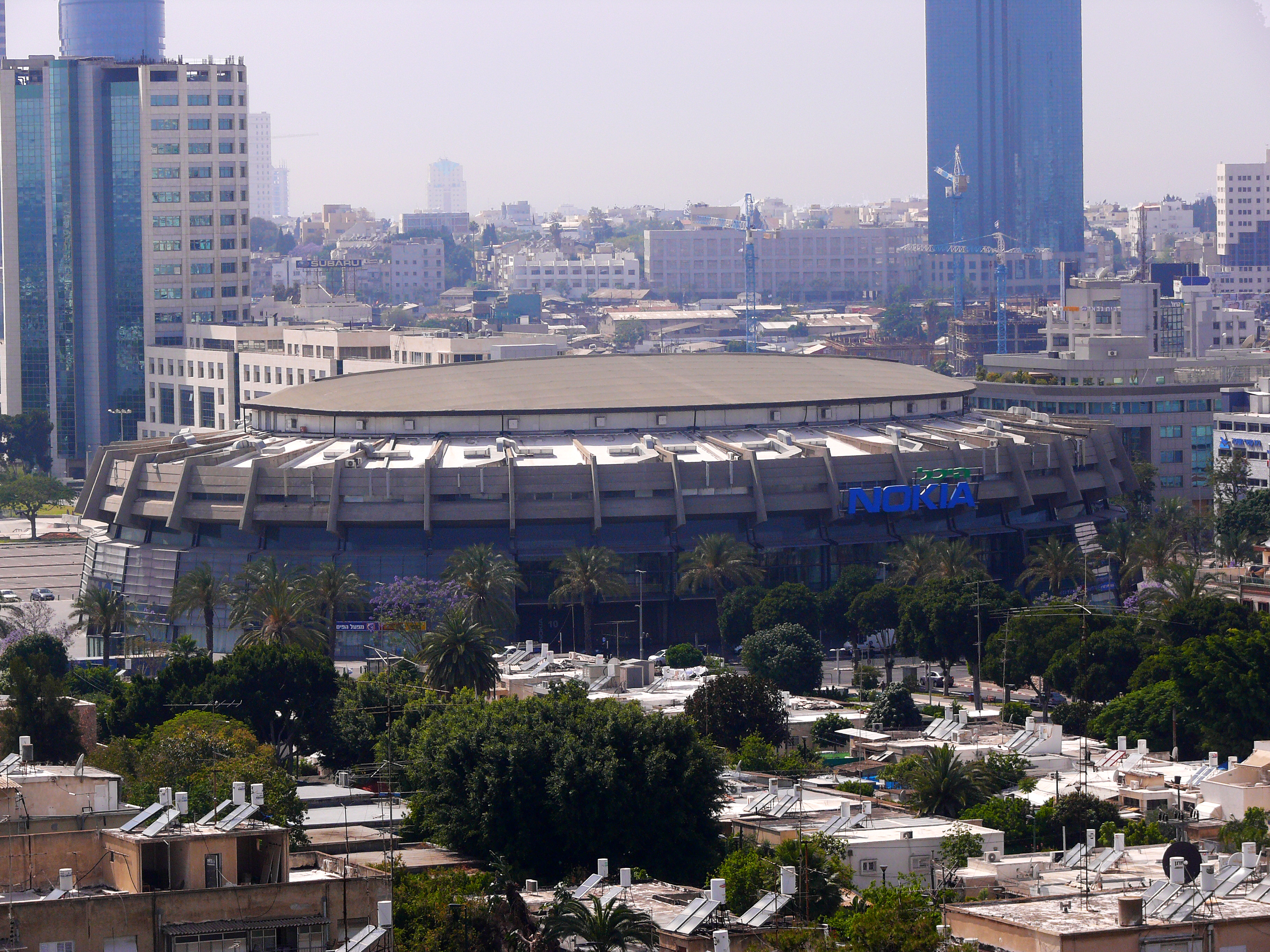
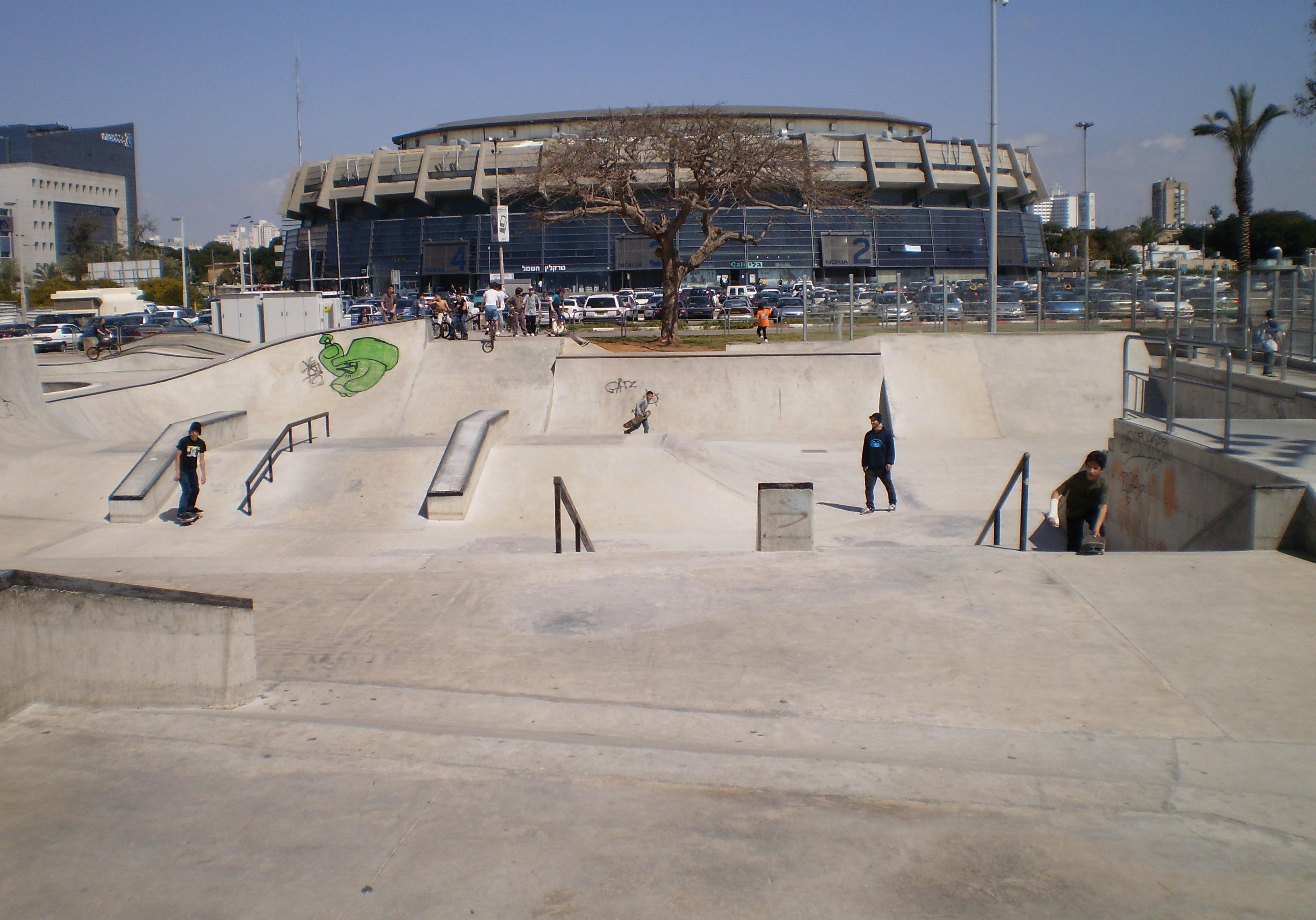
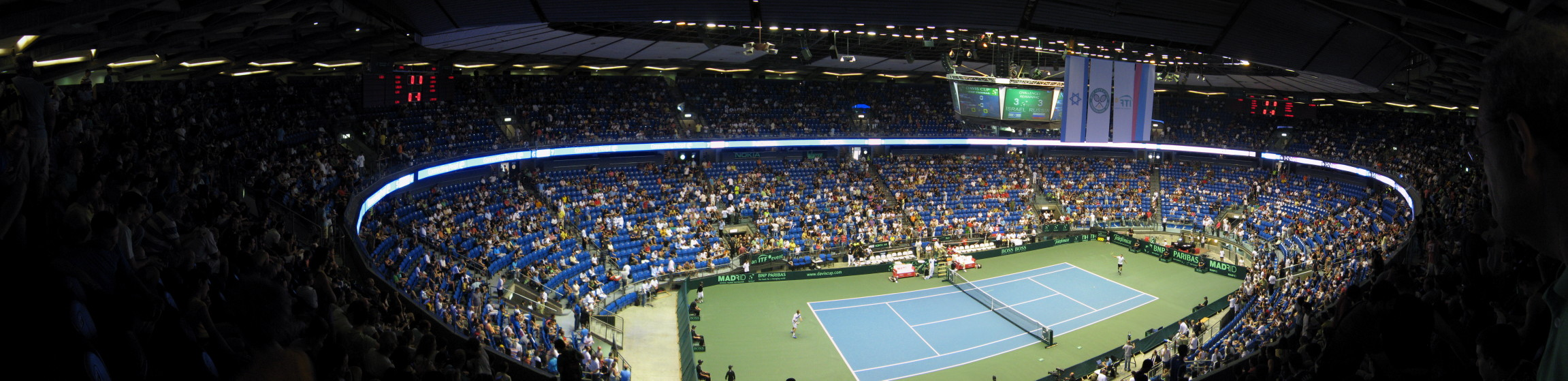
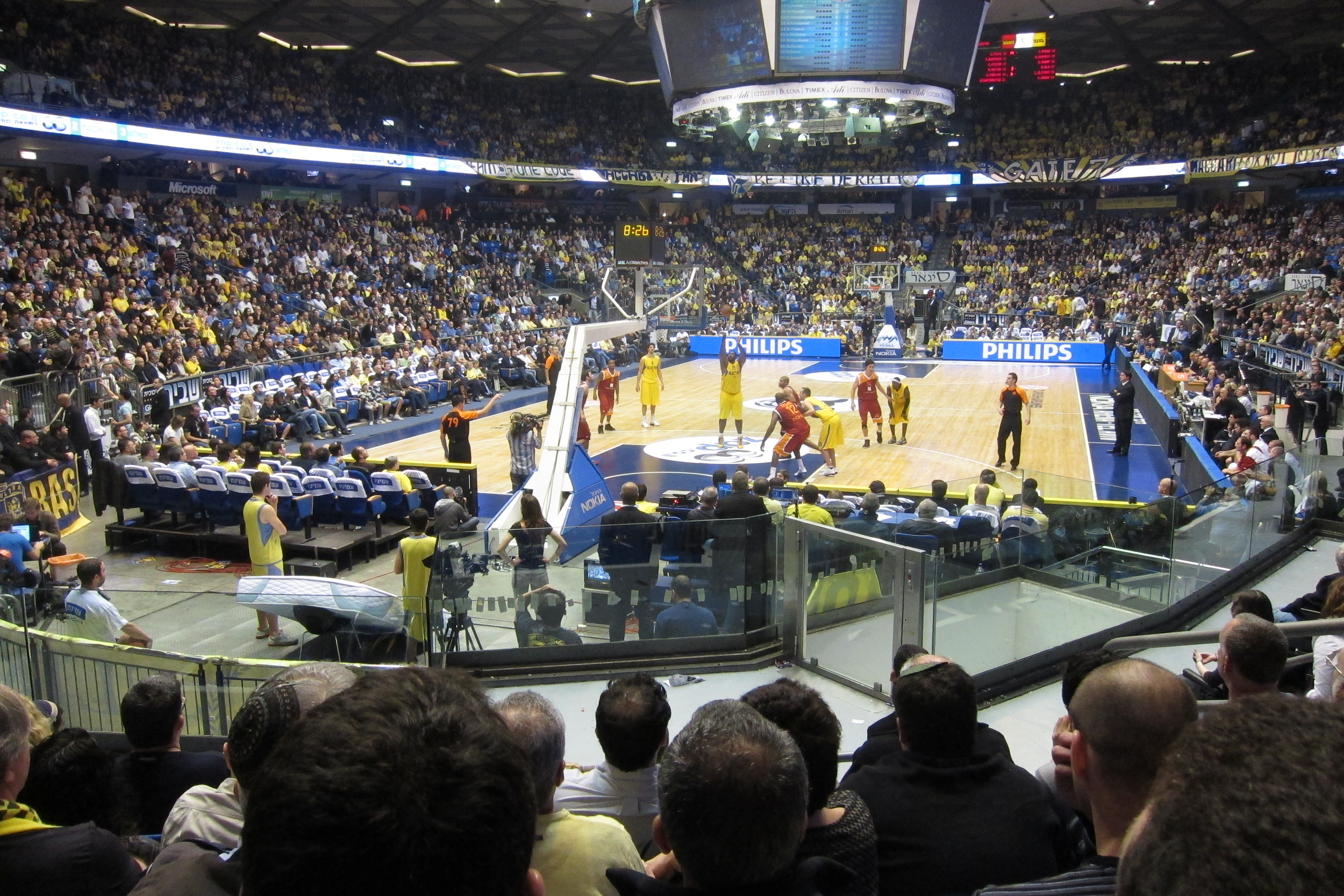